# Nebbiolo d'Alba
Il Nebbiolo d'Alba è un vino DOC la cui produzione è consentita nella provincia di Cuneo.

## Caratteristiche organolettiche
- colore: rosso rubino più o meno carico con riflessi di granato per il vino invecchiato.
- odore: profumo caratteristico, tenue e delicato che ricorda la viola che si accentua e perfeziona con l'invecchiamento.
- sapore: dal secco al gradevolmente dolce di buon corpo, giustamente tannico da giovane, vellutato, armonico.

## Abbinamenti consigliati
Ottimo con le carni di manzo, maiale e pollo.
Come antipasti, è ben adatto ad affettati o formaggi.
Comunque questo vino, pur essendo gustoso, si abbina molto bene con risotti, pasta e lasagne.

## Produzione
Provincia, stagione, volume in ettolitri
- nessun dato disponibile